# اویانکا برزیل

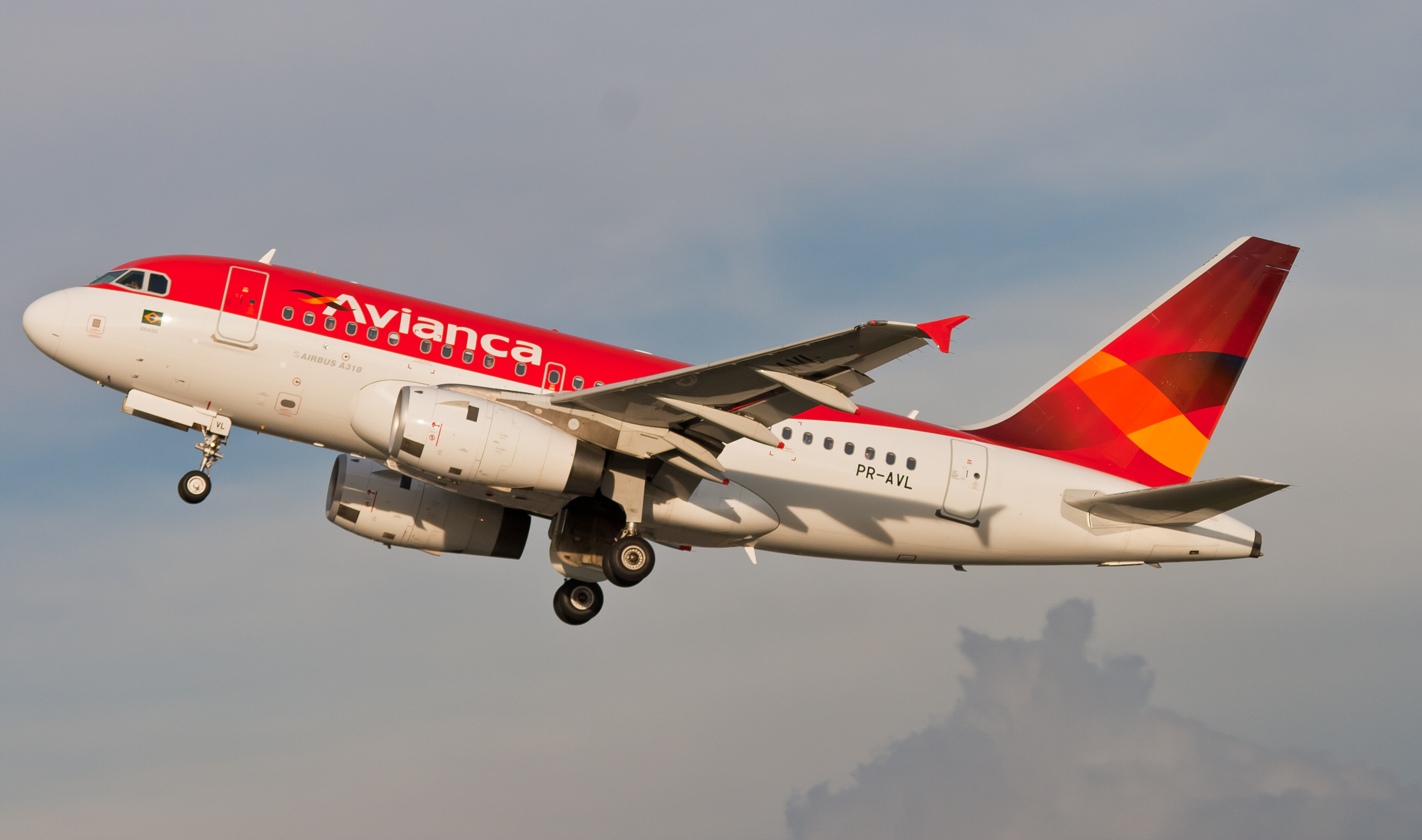
هواپیمای ایرباس ای۳۱۸ متعلق به اویانکا برزیل

اویانکا برزیل (به انگلیسی: Avianca Brazil) شرکت هواپیمایی برزیلی است، که در سال ۱۹۹۸ تحت نام اوشن‌ایر تأسیس شد و در سال ۲۰۰۴ در پی خریداری توسط اویانکا، نام آن بفرم فعلی تغییر یافت. این شرکت در حال حاضر روزانه به ۲۲ مقصد پروازهای مستقیم دارد.
دفتر مرکزی شرکت اویانکا برزیل در شهر سائوپائولو، برزیل قرار دارد و فرودگاه بین‌المللی برازیلیا و فرودگاه بین‌المللی سائو پائولوگوارولخس، قطب‌های این شرکت هواپیمایی به‌شمار می‌آیند. این شرکت در حال حاضر در ناوگان هوایی خود، دارای ۴۲ فروند هواپیمای جت مسافربری است.

## مقصدهای پروازی

### قرارداد نماد مشترک
اویانکا برزیل با شرکت‌های هواپیمایی زیر قرارداد نماد مشترک دارد:
- آئرومکزیکو
- ایر کانادا
- ایر اروپا
- اویانکا
- اویانکا السالوادور
- هواپیمایی اتیوپی
- هواپیمایی آفریقای جنوبی
- ترکیش ایرلاینز
- یونایتد ایرلاینز